# Allerheiligen im Mühlkreis
Allerheiligen im Mühlkreis é um município da Áustria localizado no distrito de Perg, no estado de Alta Áustria.